# Meghan Carrasquillo
Meghan Carrasquillo (* 9. Juni 1995 in Los Angeles, Los Angeles County, Kalifornien) ist eine US-amerikanische Schauspielerin und Musicaldarstellerin.

## Leben
Carrasquillo wurde am 9. Juni 1995 in Los Angeles geboren. Sie wuchs in Cape Coral im Lee County im US-Bundesstaat Florida auf. Erste Schritte als Schauspielerin machte sie als Bühnendarstellerin in verschiedenen Stücken des Southwest Florida und in Musicals.
2018 gab Carrasquillo ihr Filmschauspieldebüt im Fernsehfilm Jump the Line in der Rolle der April. In den nächsten Jahren erhielt sie Nebenrollen in den Spielfilmen By Light of Desert Night aus dem Jahr 2019 und Field Of Blood 2 – Farm der Angst aus dem Jahr 2021. 2022 spielte sie in den Pilotfolgen der Serien Mystery Incorporated und Weight of the World mit und spielte die Hauptrolle der Molly Bachman im Thriller What Lies Behind the Walls. Im selben Jahr stellte sie außerdem die weibliche Hauptrolle der Lucia im Tierhorrorfilm Shark Waters dar. 2023 übernahm sie die größere Rolle der Zoe Volo im Horrorfilm iPossessed. Im selben Jahr stellte sie die Rolle der Rachel Worth im Horrorfilm Devilreaux dar. Außerdem wirkte sie 2023 im Tierhorrorfilm Blind Waters in der weiblichen Hauptrolle der Valentina Armas mit.

## Filmografie (Auswahl)
- 2018: Jump the Line (Fernsehfilm)
- 2019: By Light of Desert Night
- 2020: Undressed (Kurzfilm)
- 2021: Field Of Blood 2 – Farm der Angst (Fear PHarm 2)
- 2022: Mystery Incorporated (Fernsehserie, Episode 1x01)
- 2022: What Lies Behind the Walls (Fernsehfilm)
- 2022: Shark Waters
- 2022: Weight of the World (Miniserie, Episode 1x01)
- 2023: Hands Off My Father (Fernsehfilm)
- 2023: iPossessed
- 2023: Devilreaux
- 2023: Blind Waters
- 2023: The Squad
- 2024: Four.
- 2024: Til Death Do Us Part

## Theater (Auswahl)
- The Adventures of Dorothy In Oz
- Rodgers and Hammstein Cinderella, Fort Myers
- Spirit of the Season, Fort Myers
- The Sound of Music, Fort Myers
- Jack and the Beanstalk, Fort Myers
- On The Verge, Fort Myers
- Neighborhood 3: Requisition of Doom, Fort Myers
- Dead Mans Cell Phone, Fort Myers